# Un fel de spațiu (povestire)
„Un fel de spațiu” sau „...un fel de spațiu” este o povestire scurtă științifico-fantastică de Ion Hobana din 1962. A apărut în colecția de povestiri O falie în timp: pagini de anticipație românească de la Editura Eminescu din 1976, în colecția de povestiri Un fel de spațiu din 1988 de la Editura Albatros, în colecția Fantastic Club; în colecția omonimă din 2015 de la Editura Nemira, în colecția Nautilus.
.

## Prezentare
Naratorul mărturisește la începutul povestirii că citește de obicei cu radioul deschis. Tocmai recitea Mașina timpului de H. G. Wells. În momentul în care ajunge la capitolul în care exploratorul Timpului recunoaște că nu a călătorit niciodată în timp, vocea crainicului de la radio slăbește. Apoi în cameră apare un fel de vârtej negru-gălbui. Din vârtej apare exploratorul Timpului care îi spune că Mașina timpului este reală și că a reușit să monteze și piesele care îi permite să călătorească și în spațiu nu doar în timp. Telefonul sună și exploratorul se întoarce curios cu spatele la narator să vadă ce se aude. Naratorul trage de manetele aparatului exploratorului și călătorește în timp din 1962 de la București la Sevenoaks în 1894. Aici se întâlnește cu H. G. Wells care tocmai a trimis romanul spre publicare lui Henley de la National Observer. Wells este convins că totul este o farsă și o născocire, iar sfârșitul romanului rămâne neschimbat în ciuda intervenției naratorului. Revenit înapoi în 1962, naratorul își dă seama că exploratorul Timpului vine din viitor și nu din trecut. După ce a dispărut exploratorul, naratorul a început să creadă că totul a fost o halucinație, dar nasturii care au rămas în cameră de la haina acestuia au fost cercetați  în mai multe institute dar nimeni nu a putut să le determine compoziția.

## Vezi și
- Lista cărților științifico-fantastice publicate în România
- Lista colecțiilor de povestiri științifico-fantastice românești
- 1976 în literatură
- 1976 în științifico-fantastic
- 1988 în literatură
- 1962 în științifico-fantastic